# Шалава (село)
Шалава (рос. Шалава) — село в Гаврилов-Ямському районі Ярославській області Російської Федерації.

## Географія
Розташована у східній області у 2,5 км від північного заходу від Гаврилов-Яма, північніше автодороги Р79 Іваново — Ярославль.
Найближчі населені пункти — Седельниця, Прилісся, Вострицеве.

## Населення
| Рік  | Населення | Примітки |
| ---- | --------- | -------- |
| 1897 | 182       | [ 1 ]    |
| 2007 | 79        | [ 2 ]    |
| 2010 | 69        | [ 3 ]    |

### Перепис 1897
Згідно з переписними листами, 1897 року в селі проживало 182 особи: 78 чоловіків (грамотність 40%) і 104 жінки (грамотність 11%). У селі було близько 30 будинків, з них 6 належали Черняєвим, 4-Чубаровим, 3 — Марасановим, 3 — Шалавіним. Більша частина населення займалася землеробством. Крім цього, 6 осіб працювали на фабриці, 1 — лісовим сторожем, 3 — куховарками, 1 — нянею, 1 — двірником у купця. У селі були коваль і ткаля.

## Інфраструктура
Особисте підсобне господарство.

## Транспорт
Виїзд на трасу Р79.